# Absolut Warhola
Absolut Warhola ist ein Dokumentarfilm von Stanislaw Mucha aus dem Jahr 2001.

## Handlung
Der deutsch-polnische Filmemacher Mucha begibt sich auf die Spurensuche nach den Verwandten von Andy Warhol in die Kleinstadt Medzilaborce und das benachbarte Dorf Miková in der Slowakei. Die kleinen Städtchen liegen im Dreiländereck an der Grenze der Slowakei zu Polen und der Ukraine. Hier sind die Eltern von Andy Warhol geboren, aufgewachsen und haben geheiratet, bevor sie vor dem Ersten Weltkrieg in die USA auswanderten. Warhol wurde 1928 in Pittsburgh geboren. Mucha befragt die Bevölkerung nach ihrem berühmtesten Sohn und entdeckt einen unbekümmerten Umgang mit Warhols Kunst, der Pop-Art. Er macht die Tante von Andy Warhol ausfindig, die noch Erinnerungen an die Eltern Warhols hat. Seine Cousins und Cousinen erzählen mit Stolz von ihrem berühmten Verwandten, der sie auch in schweren Zeiten immer wieder bedacht habe. So erhielten sie eine Lieferung mit bunten Pumps, die von ihm bemalt waren; eine Verwandte erzählt, sie habe sie aufgetragen und schließlich weggeworfen. Auch heute leben sie in großer Armut und hoher Arbeitslosigkeit, Rassismus gegenüber der Roma-Bevölkerung ist weit verbreitet. In Medzilaborce wurde ein Warhol-Museum eröffnet, dessen Direktor jedoch Mühe hat, dieses Museum zu finanzieren und in Stand zu halten. Nur vereinzelte Touristen interessieren sich für das Museum. Die Bevölkerung und Verwandten Warhols wissen deshalb viel nicht mehr als früher über Andy Warhol. Früher meinten sie, er habe als Anstreicher Häuser angemalt, und noch heute stellen sie seine Homosexualität in Abrede.

## Titel
Der Titel bezieht sich auf ein Plakat von Andy Warhol für Absolut Vodka, das der Filmemacher den Bewohnern als Beispiel für das Opus von Andy Warhol zeigt.

## Kritiken
„Aus dieser Korrespondenz von großer Welt und tiefster Provinz, Geschäftigkeit und Gelassenheit erwächst das besondere Klima des dokumentarischen Films, der die ‚Welt im Wassertropfen‘ sucht, wobei er seine Figuren trotz vieler skurriler und absurder Momente nie der Lächerlichkeit preisgibt. In den besten Passagen verdichtet er sich zu einer Parabel auf die Vergänglichkeit von Zeit und die Endlichkeit des Lebens.“

## Auszeichnungen
- 2001: Publikumspreis beim Internationalen Filmfestival Mannheim-Heidelberg
- 2001: Don Quixote Preis, Preis für die beste Kamera und Publikumspreis beim Dokumentarfilmfestival Leipzig
- 2001: Preis der deutschen Filmkritik
- 2003: Adolf-Grimme-Preis